# Sigismond Vasa
Pour les articles homonymes, voir Sigismond.
Sigismond III (en polonais : Zygmunt III), né le 20 juin 1566 au château de Gripsholm en Suède et mort le 30 avril 1632 à Varsovie, est un prince de la dynastie Vasa élu roi de Pologne et grand-duc de Lituanie en 1587. Il devient également roi de Suède à la mort de son père Jean III en 1592. Destitué du trône suédois au terme d'une brève guerre civile par son oncle Charles IX en 1604, Sigismond ne renonce pas à ses droits. Cela entraîne une série de guerres entre les deux royaumes. À sa mort, il laisse deux fils, Ladislas et Jean Casimir, qui règnent tous les deux. C'est lui qui transfère la capitale de la Pologne de Cracovie à Varsovie.

## Biographie

### Roi de Pologne
Fils de la princesse polonaise Catherine Jagellon, Sigismond est né à Gripsholm alors que ses parents sont prisonniers du roi Éric XIV (frère aîné de Jean III). En dépit de la domination protestante de la Suède, le jeune Sigismond est élevé dans la foi catholique romaine.
Après la mort d'Étienne Báthory, il est élu roi de Pologne et grand-duc de Lituanie le 19 août 1587 par la Diète de Pologne, avec le soutien du tout-puissant grand-hetman Jan Zamoyski, des nobles fidèles à la famille Zborowski et de sa tante Anna Jagellon, veuve d'Étienne Báthory. Cette dernière prête 100 000 florins au chancelier pour lever des troupes et défendre son neveu. Sigismond promet de maintenir une flotte sur la mer Baltique, de sécuriser la frontière orientale contre les Tatars et de ne pas se rendre en Suède sans l'autorisation du Parlement polonais.
L'élection est cependant disputée par un autre candidat, l'archiduc Maximilien d'Autriche. Les partisans de celui-ci n'acceptent pas le résultat de l'élection et soutiennent que Maximilien est monarque de droit.
Puisqu'il doit succéder à son père à la tête du royaume de Suède, seize jours après son l'élection sur le trône de Pologne-Lituanie, Sigismond signe l'article de Kalmar qui règle les relations entre la république et le royaume de Suède. Les deux royaumes seront unis pour une période indéterminée, mais chacun conservera ses lois et ses coutumes. La Suède protestante conservera la liberté de religion. En l'absence de Sigismond, elle sera gouvernée par un Conseil formé de sept Suédois choisis par le roi. La Suède ne sera ainsi pas administrée par des Polonais.
Une semaine après la signature de cet article, le jeune prince se rend en Pologne pour prendre possession du trône. Son père lui demande expressément de rentrer en Suède lorsque la délégation polonaise, qui l'attend à Dantzig, exige que l'Estonie suédoise soit cédée à la Pologne. Il s'avère que les Polonais sont encore plus difficiles à contenter que prévu. Il est finalement décidé de ne régler ces questions territoriales qu'à la mort du roi de Jean III de Suède.
Sigismond est couronné en la cathédrale du Wawel à Cracovie, le 27 décembre 1587.
Maximilien se résout à régler son différend par la force et déclenche une guerre de succession. Il est battu à la bataille de Byczyna le 24 janvier 1588 par les partisans de Sigismond, emmenés par Jan Zamoyski. Fait prisonnier, il ne doit sa libération qu'à l'intervention du pape Sixte V. Le 9 mars 1589, par le traité de Bytom et Będzin, il renonce à ses droits sur la couronne de Pologne.

### Situation en Pologne

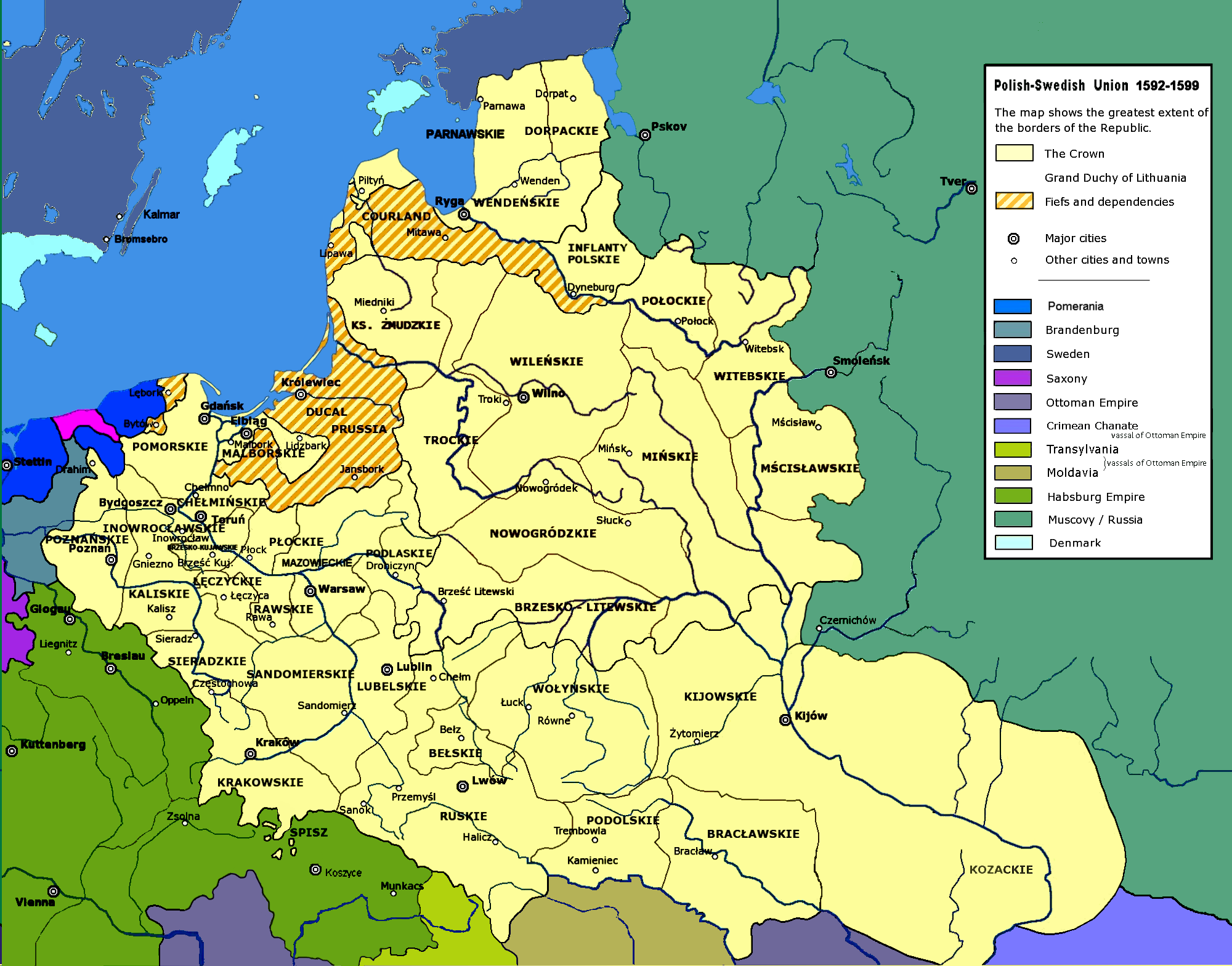
La Pologne-Lituanie sous le règne de Sigismond.

La position de Sigismond en Pologne est extrêmement difficile. En tant qu'étranger, il ne peut compter sur la sympathie de ses sujets. Son goût pour la musique et les arts n'est pas partagé par la noblesse, et sa retenue et son calme sont interprétés comme de la rudesse et de l'orgueil. Même Zamoyski, qui l'a porté sur le trône, se plaint que le roi est habité par le diable[réf. souhaitée].
Les difficultés de Sigismond s'aggravent encore du fait des vues politiques qu'il a amenées, déjà toutes élaborées depuis la Suède et diamétralement opposées à celles du chancelier. Sigismond vise une alliance étroite avec les Habsbourg d'Autriche, dans le double objectif d'inclure la Suède dans son domaine de pouvoir et de contenir l'Empire ottoman grâce à l'alliance des deux grandes puissances catholiques d'Europe centrale. La suite logique est la révision de la Constitution polonaise, sans laquelle rien d'utile n'est à attendre de l'union avec la Pologne. Les idées de Sigismond sont celles d'un homme d'État qui connaît clairement les obstacles et veut les lever. Ses efforts sont toutefois vains en raison des jalousies et du manque de confiance des magnats.
Les premières années du règne de Sigismond sont un combat permanent avec Zamoyski, au cours duquel les opposants ne parviennent tout au plus qu'à une neutralisation mutuelle. Lors de la première diète de 1590, le chancelier contrecarre tous les efforts des alliés de la maison d'Autriche. Le roi profite en revanche des vacances des hauts-fonctionnaires pour placer les Radziwill et autres dignitaires lituaniens au pouvoir. Il réussit ainsi à limiter un tant soit peu l'autorité du chancelier.
Le 31 mai 1592, Sigismond épouse Anne d'Autriche et la même année, une réconciliation intervint entre le roi et le chancelier. Cela permet au roi de prendre possession du trône de Suède qui vient d'être libéré par la mort de Jean III.
En 1596, il soutient de façon très zélée l'union de Brest, qui doit entraîner l'allégeance à l'Église catholique romaine d'une partie de l'Église orthodoxe des provinces ruthènes. C'est lui qui ordonne la tenue d'un synode dans la ville de Brest, où l'Union est solennellement proclamée. 
La même année, il transfère la capitale polonaise de Cracovie à Varsovie.

### La situation en Suède
Sigismond III arrive à Stockholm le 30 septembre 1593. Il est couronné à Uppsala le 19 février 1594 et promet que la Suède pourra continuer à soigner la confession protestante. Le 14 juillet, il rentre en Pologne et laisse son oncle, le duc Charles, et le Sénat gouverner pendant son absence.
Son fort soutien à la Contre-Réforme, et le fait qu'il s'entoure de Jésuites pour le conseiller, ne tardent pas à éroder le soutien dont il jouit en Suède. Quatre ans après son accession au trône de Suède, en juillet 1598, Sigismond est contraint de se battre pour la couronne de sa patrie, car son oncle travaille à s'approprier le pouvoir avec le soutien du Sénat. Sigismond III débarque à Kalmar avec 5 000 hommes, essentiellement des mercenaires hongrois. La forteresse lui ouvre immédiatement ses portes et la capitale lui souhaite la bienvenue. Le monde catholique observe ses progrès avec confiance ; le succès de Sigismond est considéré comme le début d'un triomphe encore plus grand.
Il en est toutefois autrement. Après des négociations avec son oncle, Sigismond retire son armée de Kalmar, mais est battu à la bataille de Stångebro (en) le 25 septembre. Trois jours plus tard, il accepte la paix de Linköping (en) selon laquelle tous les points de litige entre lui et son oncle seront présentés à une réunion de la diète à Stockholm. Par ailleurs, Sigismond a l'interdiction de gouverner la Suède depuis l'étranger.
Sigismond rentre tout de même à Dantzig, d'où il déclare qu'il a signé cette paix sous la pression des Suédois et qu'elle n'a aucune valeur. Sigismond est déposé en 1599 et ne revoit jamais la Suède, mais il ne renonce pas à ses droits et refuse de reconnaître le nouveau gouvernement suédois. Cette ténacité entraîne la Pologne dans une série de guerres malheureuses contre la Suède. Le duc Charles est couronné sous le nom de Charles IX.

### Situation européenne

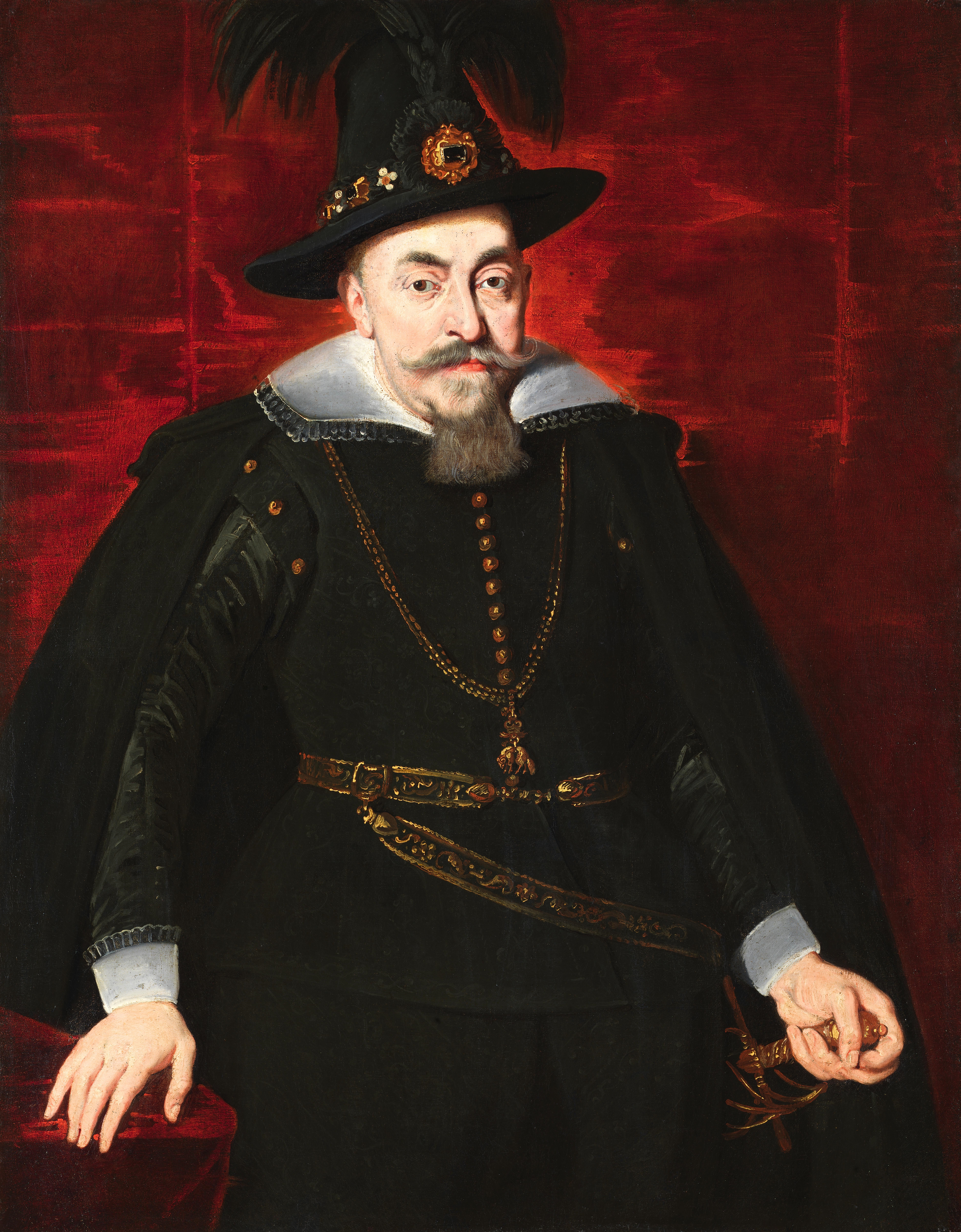
Portrait de Sigismond III Vasa par Pierre Paul Rubens, années 1620.

L'éviction de Sigismond du trône de Suède et la décision polonaise d'incorporer la Livonie provoquent une guerre polono-suédoise qui dure, excepté deux brèves interruptions, de 1600 à 1629. Aucun des deux États ne gagne grand-chose dans cette guerre. La couronne est finalement cédée à Charles, mais Sigismond refuse de renoncer à ses prétentions sur le trône de Suède et sa politique extérieure est ensuite destinée à le regagner. Cela conduit à des relations difficiles et à plusieurs autres guerres entre les deux pays, qui prennent fin avec la grande guerre du Nord.
Par ailleurs, Sigismond est décidé à contrer toute influence protestante en Pologne, en conséquence de quoi il limoge tous les nobles polonais protestants qui occupaient une fonction publique. 
Le 11 décembre 1602, Sigismond épouse en deuxièmes noces Constance d'Autriche, la sœur de sa première épouse décédée quatre ans auparavant. Cet évènement renforce l'influence des Habsbourg à la cour et déprime encore plus le chancelier.
Pendant la diète de 1605, le roi s'efforce de faire passer une réforme de la Constitution polonaise pour introduire le vote à la majorité plutôt que le vote à l'unanimité (liberum veto) pour décider des propositions du roi, ainsi qu'une augmentation des impôts et des effectifs de l'armée. Cette réforme hautement utile est contrecarrée par la résistance de Zamoyski. La mort de celui-ci, qui intervient la même année, ne fait qu'empirer les choses car l'opposition est désormais entre les mains d'hommes incapables et corrompus.
De 1606 à 1610, une anarchie presque complète règne en Pologne. Des révoltes éclatent de toutes parts tandis que Sigismond tente de limiter les dégâts. Les opposants, regroupés autour de Mikołaj Zebrzydowski, décident de former une confédération à Sandomierz. Cela conduit à une guerre civile appelée rébellion de Zebrzydowski. Les rebelles sont battus par les royalistes le 6 juillet 1607 à la bataille de Guzów (en). Finalement, il est décidé de revenir au statu quo d'avant la diète de 1605.
Ce désordre a de gros rebondissement sur la politique extérieure. Le temps des troubles, qui a lieu durant la même période en Russie, représente une occasion unique d'écarter définitivement les tsars de Russie. La diète ne parvient toutefois pas à se décider sur les renforts à apporter à l'hetman Stanisław Żółkiewski et aux autres généraux qui accomplissent des prouesses avec des armées minuscules. Moscou est brièvement occupée en 1610 et le tsar Vassili IV est renversé le 27 juillet 1610. 
L'armée polonaise n'a pas les moyens nécessaires pour mener la guerre polono-russe. Le traité de Déoulino met fin à cette guerre, qui se termine quand même avec quelques gains territoriaux pour la Pologne, principalement dans la région de Smolensk.
Lorsque la guerre de Trente Ans éclate en 1618, Sigismond se rapproche du Saint-Empire romain germanique pour contrebalancer les efforts communs des protestants et des Turcs. Cette tactique est avantageuse pour les catholiques, puisqu'elle tient les Turcs éloignés de l'Europe centrale et du Nord. Elle aurait toutefois pu conduire la Pologne à la catastrophe sans l'immense courage de Jan Karol Chodkiewicz à la bataille de Khotin en 1621, pendant la guerre polono-turque. À l'issue de cette guerre, la Pologne renonce à ses prétentions sur la principauté de Moldavie.

### Fin de règne
Peu de temps après la mort soudaine de sa seconde épouse, Constance d'Autriche, Sigismond tombe dangereusement malade et est sujet à de graves troubles psychologiques et mentaux. Il meurt, à l'âge de 65 ans, d'un accident vasculaire cérébral, le 30 avril 1632 au château royal de Varsovie. Il est inhumé dans la cathédrale du Wawel à Cracovie. Son fils Ladislas IV lui succède.

## Mariages et descendance
Sigismond III se marie le 31 mai 1592 avec l'archiduchesse Anne d'Autriche (1573 – 1598), fille de l'archiduc Charles II d'Autriche-Styrie. Ils ont cinq enfants, dont un seul survit à la petite enfance :
- Anne-Marie (23 mai 1593 – 9 février 1600) ;
- Catherine (19 avril 1594 – 15 mai 1594) ;

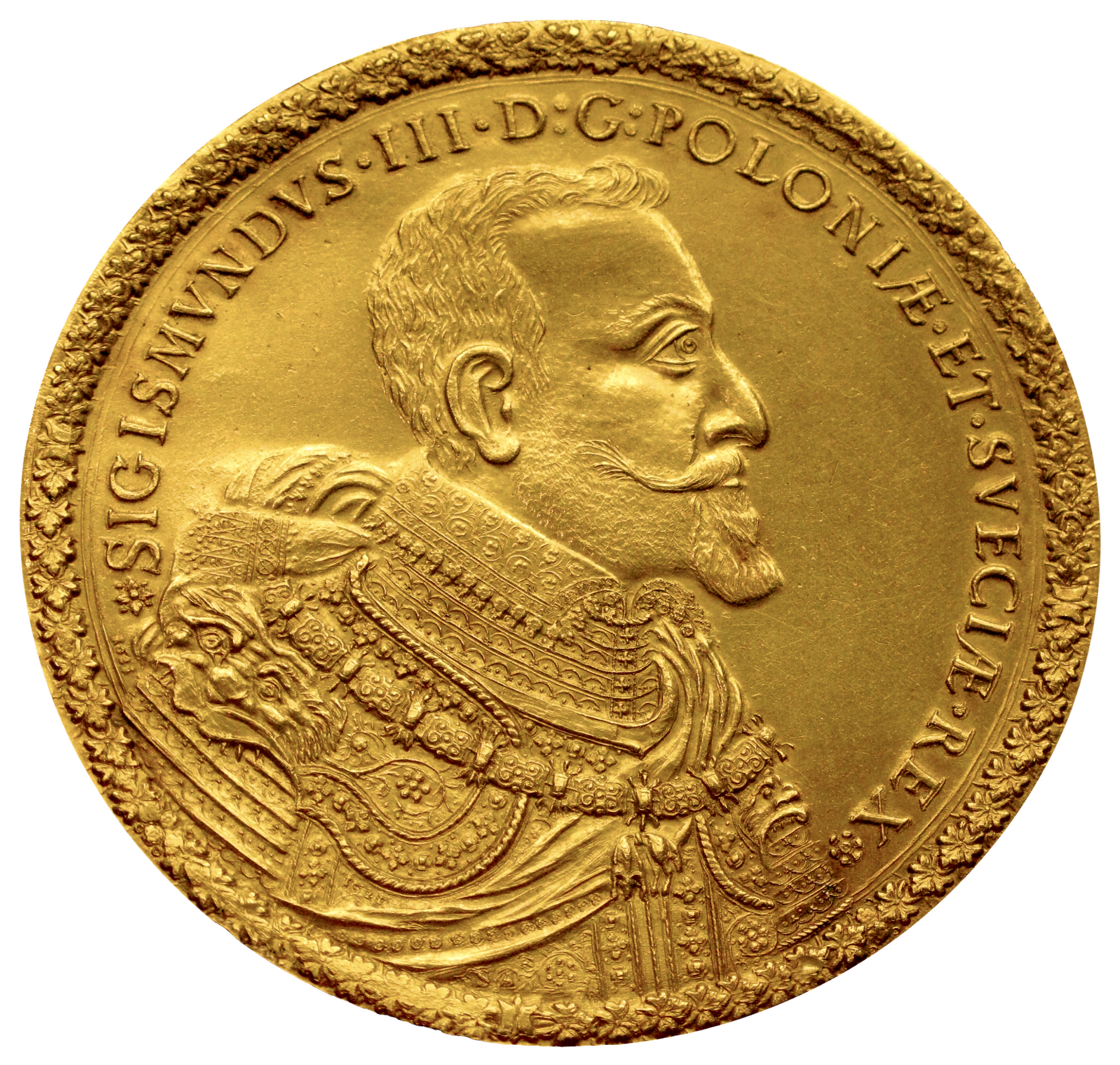
Pièce d'or de prestige de 40 ducats de Sigismond III, 1621, 140 g.

- Ladislas IV (1595 – 1648), roi de Pologne ;
- Catherine (27 septembre 1596 – 11 juin 1597) ;
- Christophe (né et mort le 10 février 1598).

Veuf, Sigismond se remarie avec Constance d'Autriche, la sœur de sa première femme, le 11 décembre 1605. Ils ont sept enfants :
- Jean-Casimir (25 décembre 1607 – 9 janvier 1608) ;
- Jean II Casimir Vasa (1609 – 1672), roi de Pologne ;
- Jean-Albert (1612 – 1634), évêque de Cracovie ;
- Charles-Ferdinand (1613 – 1655), prince-évêque de Wrocław ;
- Alexandre-Charles (14 novembre 1614 – 19 novembre 1634) ;
- Anne-Constantine (20 janvier 1616 – 24 mai 1616) ;
- Anne Catherine Constance Vasa (1619 – 1651), qui épouse l'électeur palatin Philippe-Guillaume de Neubourg.

Sa maîtresse Urszula Mayerin (1570 – 1635), choisie par sa belle-mère Marie-Anne de Bavière, exerce une grande influence sur la politique du roi. Elle est nommée chambellan (maître de la maison royale) de la cour de la reine.

## Titres royaux
- Titres royaux en latin : Sigismundus Tertius Dei gratia rex Poloniæ, magnus dux Lithuaniæ, Russiæ, Prussiæ, Masoviæ, Samogitiæ, Livoniæque, necnon Suecorum, Gothorum Vandalorumque hæreditarius rex.

- Traduction française : Sigismond III, par la grâce de Dieu, roi de Pologne, grand-duc de Lituanie, Ruthénie, Prusse, Masovie, Samogitie, Livonie, et également roi héréditaire des Suédois, Goths et Wendes.

## Postérité
Sigismond III a déplacé la capitale de Cracovie à Varsovie, agrandi la superficie de la Pologne, et ses troupes, sous le commandement d’Alexandre Gosiewski de Korwin (en), ont occupé le Kremlin à Moscou pendant deux ans. 
La colonne de Sigismond, érigée en 1644 sur la place du château à Varsovie, honore sa mémoire.

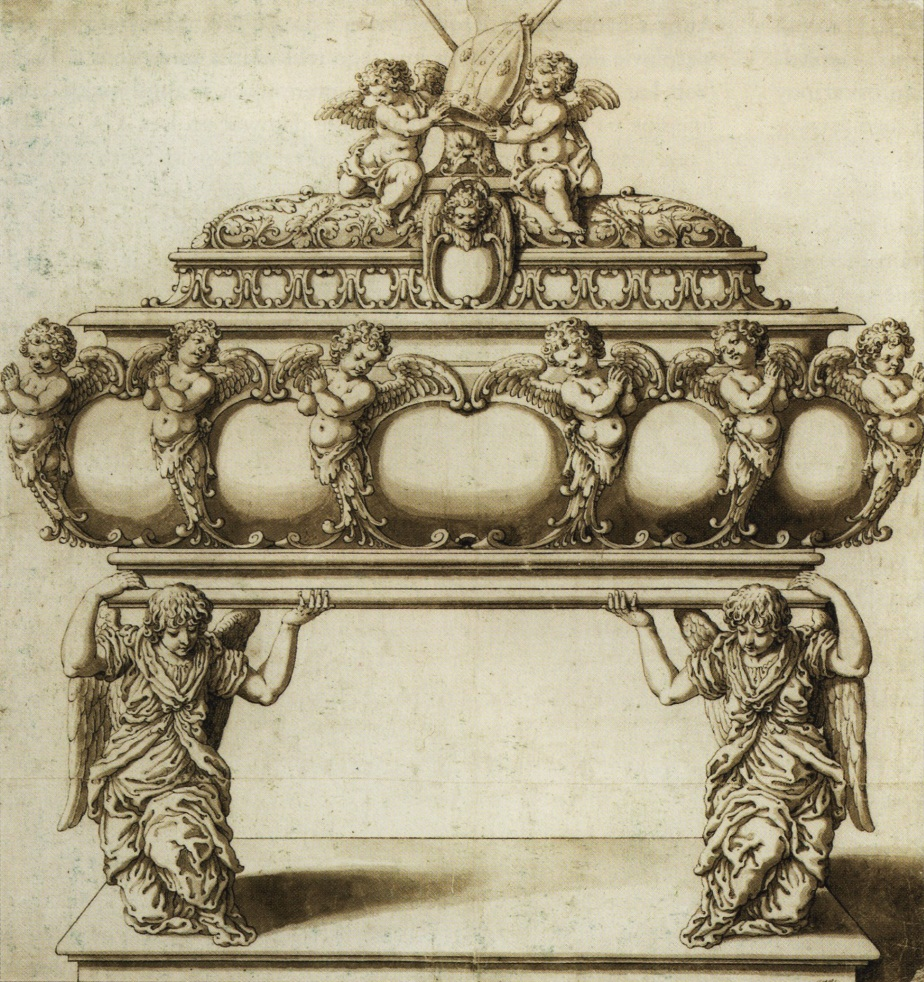
Le sarcophage en argent de saint Stanislas de la cathédrale de Wawel datant de 1630 compte parmi les nombreux objets exquis commandés par Sigismond III[3].
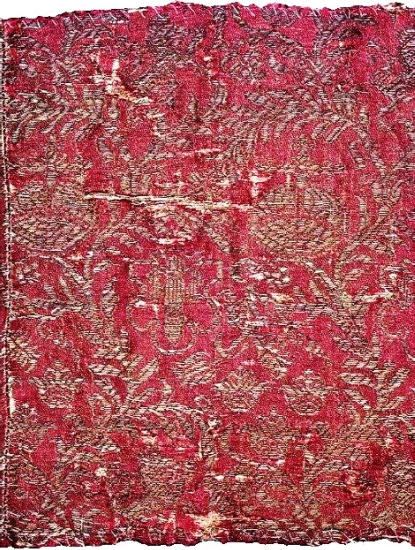
Morceau de tissu damassé aux armes de la famille Vasa, commandé pour les funérailles de Sigismond III.
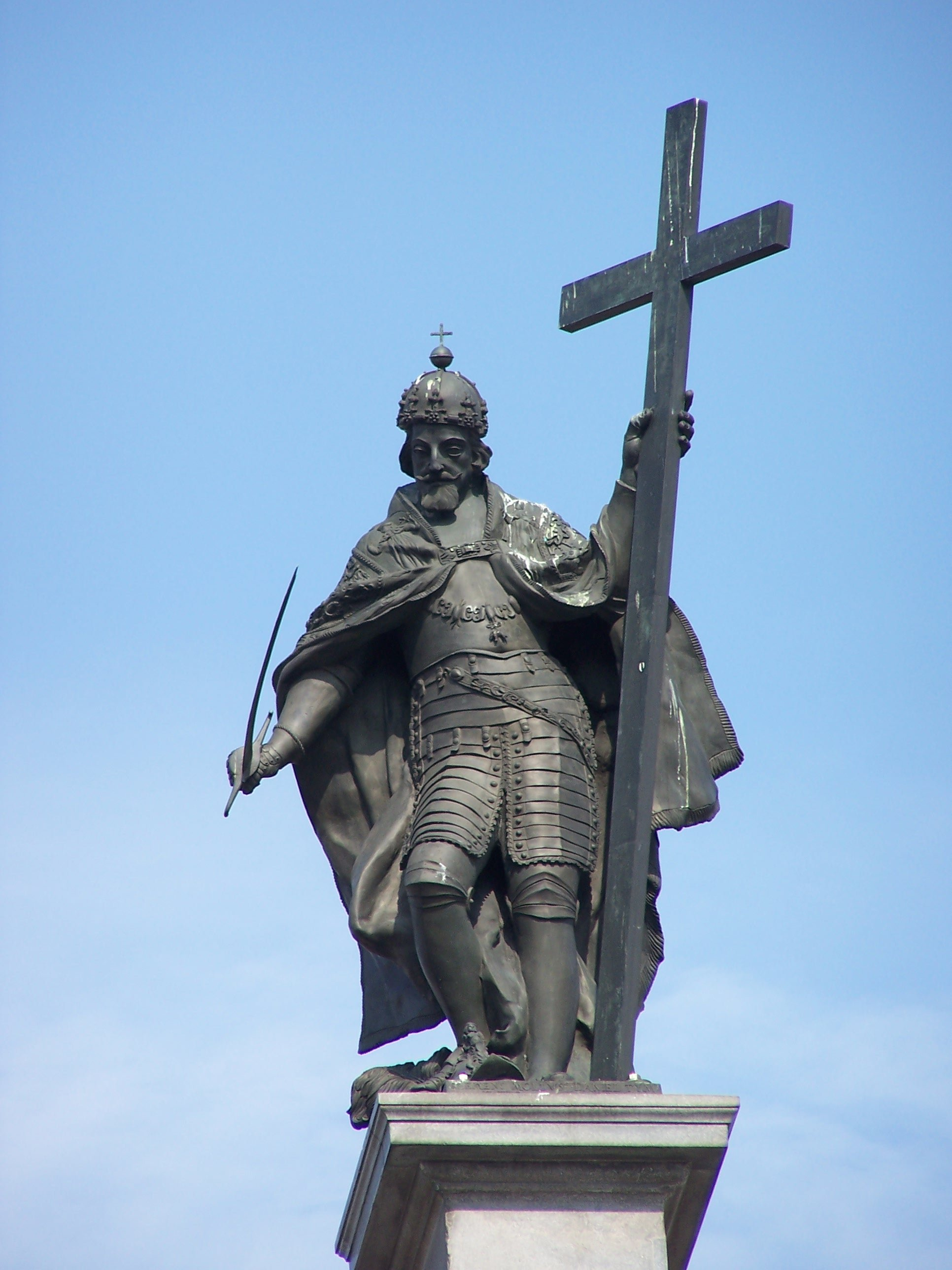
Statue du roi Sigismond III au sommet de la colonne Sigismond à Varsovie.